# Mano Negra
Pour le prétendu groupe anarchiste espagnol, voir La Mano Negra.
Ne doit pas être confondu avec Mano Solo.
Cet article possède un paronyme, voir Les Négresses vertes.
Mano Negra est un groupe de rock alternatif français, originaire de Sèvres. Actif entre 1987 et 1994, il est formé autour de son meneur Manu Chao. Le nom du groupe s'inspire du terme La Mano Negra, qui signifie « La Main noire » en français, expression désignant le travail illégal ou « travail au noir ». Le groupe compte au total quatre albums studio, Patchanka (1988), Puta's Fever (1989), King of Bongo (1991), et Casa Babylon (1994).

## Biographie

### Origines
La Mano Negra, qui signifie « La Main noire » en espagnol, expression désignant le travail illégal ou « travail au noir », est le nom d'un groupe anarchiste andalou supposé de la fin du XIXe siècle. Cependant c'est en lisant une bande dessinée (la série Condor de Dominique Rousseau) que l'idée est venue aux membres du groupe. Mano Negro était le nom d'une bande de guérilleros en Amérique du Sud. C'est surtout le symbole de la main noire qui leur plut.
Avant de faire partie de la Mano Negra, les membres évoluent dans différents groupes. Santiago Casariego joue avec les groupes Joint de culasse, Les Flappers, Hot Pants, Parachute et les Kingsnakes ; Antoine Chao avec les groupes Joint de culasse, Chihuahua et Los Carayos ; Manu Chao avec les groupes Joint de culasse, Les Flappers, Hot Pants, Parachute, Kingsnakes et Los Carayos ; Alain Wampas (qui fait partie de la formation originelle) avec les groupes Les Wampas et Los Carayos ; Thomas Darnal avec les groupes Garage Psychiatrique Suburbain et Khadija and the Elefunk Men ; Daniel Jamet avec les groupes Les Volés, Les Reactors, les  Casse-pieds, Bernadette Soubirou et ses Apparitions ; Philippe Teboul avec les groupes Les Volés, Les  Casse-pieds, Bernadette Soubirou et ses Apparitions ; Jo Dahan avec les groupes Les Volés, Les Casse-pieds, Bernadette Soubirou et ses Apparitions ; et Pierre Gauthé avec les groupes Century, Waka Waka et Têtes Raides.

### Prémices etPatchanka(1987-1988)
Après la fin du groupe Hot Pants, Manu Chao participe activement à Los Carayos, mais il a le projet d'un autre groupe. Il réunit autour de lui plusieurs musiciens d'autres groupes notamment Alain des Wampas, ou encore Mamack des Chihuahua et bien sûr la base de Mano Negra : Manu, Santi et Tonio. Mano Negra est alors formée en 1987. Manu Chao rencontre les Casse-pieds alors qu’ils jouent dans le métro, et invite le groupe composé de Laurent Huni, Manu Layotte, Daniel Jamet, Jo Dahan et Philippe Teboul pour l’enregistrement de Patchanka avec le futur tube Mala Vida. Le titre Vieux Moisi est édité sur la compilation Mon Grand Frère Est Un Rocker en 1987.
Mano Negra publie son premier album studio, Patchanka, en 1988, sur le label Boucherie Productions. Environ 50 000 exemplaires seront écoulés. Après la sortie de Patchanka, le groupe n'est pas encore fixé, chacun continue avec son autre groupe, ce qui pose un problème pour les concerts : les musiciens ne sont pas toujours disponibles. Manu Chao convainc les Casse-pieds, Tonio, Santi et Thomas Darnal de ne jouer que pour Mano Negra. Un soir, Manu et Daniel assistent à un concert de Têtes Raides et sont impressionnés par le talent de Pierre Gauthé qui devient alors le trombone du groupe. Mano Negra est alors au complet. Le groupe commence alors à tourner à travers la France dès octobre et se forge une solide réputation. Mano Negra signe un contrat avec Virgin Records, grâce au succès du titre Mala Vida.

### Puta's Fever(1988-1990)

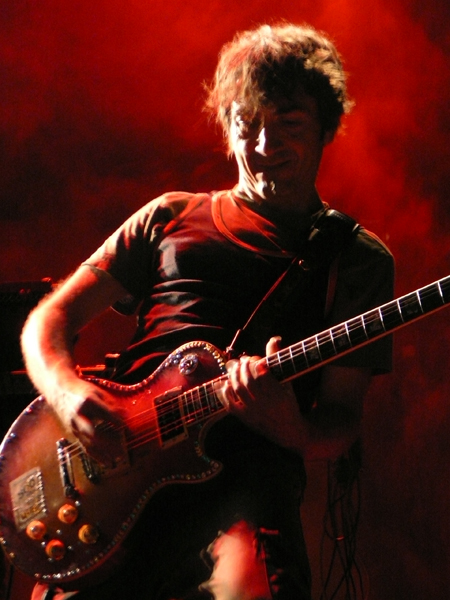
Daniel Jamet, ex-guitariste de Mano Negra.

En 1988, Bernard Batzen devenu le manager du groupe leur conseille de construire leur propre société, la SARL Patchanka. Ainsi, grâce à ce nouveau manager, Mano Negra enchaîne les concerts, voit alors sa notoriété grimper et devient un grand groupe de rock français. Boucherie Productions ne peut plus suivre techniquement, ni sur les domaines logistique et financier. Le groupe signe alors chez Virgin Records, qui ne leur offre pas plus d'argent, mais plus d'indépendance. Mano Negra garde sa liberté artistique et décide des titres de l'album, des singles destinés aux radios, du marketing, des affiches, de la promotion, et, enfin, de ne pas avoir de producteur. Thomas Darnal réalise toujours les pochettes en toute liberté.
Ainsi, c’est sous le label Virgin que sort, le 1er septembre 1989, le deuxième album Puta's Fever, qui s'affirme punk rock ; le succès est encore plus grand. L’album s'illustre notamment avec les singles King Kong Five et Pas assez de toi. Le troisième single, Sidi 'h' Bibi ne passe pas sur les radios françaises parce que chanté en arabe, en pleine guerre du Golfe. L'album se vend à 400 000 exemplaires en France et vaut au groupe le Bus d'Acier de 1990.
Un mois après la sortie de Puta's Fever le groupe part sillonner la France entière : de novembre 1989 à janvier 1990 il fait plus de cinquante concerts en France et aussi quelques dates en Belgique, en Suisse et aux Pays-Bas. Puis ils partent aux États-Unis, en octobre et novembre 1990, faire la première partie de la tournée d’Iggy Pop. Malheureusement, le rêve se transforme en un mois et demi de prise de tête avec l'équipe technique d’Iggy Pop (les balances de Mano Negra qui se font avec des basses mises en sourdine, l’interdiction de toucher aux lumières…) Le groupe restera très marqué par cette mauvaise expérience.
En 1990, ils sont signataires de l'« appel des 250 », qui initiera le collectif Ras l'front.

### King of Bongo(1991-1993)
Le groupe part à Cologne, en Allemagne, enregistrer leur troisième album King of Bongo, qui sort le 4 avril 1991. L’album est un mélange de plusieurs styles musicaux : reggae (Out of Time Man), ska (It's My Heart), salsa (El Jako), java revue et corrigée (Madame Oscar), voire chanson réaliste (Le Bruit du frigo). Mano Negra entreprend une tournée avec 41 dates en province et quelques festivals durant l'été, dont un gigantesque concert gratuit sur le parvis de La Défense pour le Festival Paris quartier d'été.

### Cargo 92
Pour la célébration du 500e anniversaire de la découverte de l'Amérique par Christophe Colomb, Royal de luxe et Mano Negra et d'autres groupes de rock décident de refaire le voyage à bord d'un vieux cargo acheté et retapé pour l'occasion. Ils partent en mars pour la tournée Cargo 92. Le voyage est éprouvant : les pannes sont fréquentes, la quantité de carburant nécessaire est impressionnante. Dans sept ports de l’Amérique latine, ils présentent La Véritable histoire de France. La situation politique et sociale est parfois instable et les villes en ébullition, de Caracas à Buenos Aires, en passant par Rio de Janeiro et La Havane, le voyage des artistes pendant cinq mois est enrichissant mais souvent difficile. Ce voyage est ensuite prolongé par une tournée au Japon où Mano Negra enregistre, en décembre 1992, le premier live, In the Hell of Patchinko.
Au retour de cette tournée, en janvier 1993, Jo Dahan et Tonio quittent le groupe. Leur départ crée un déséquilibre. Daniel Jamet part lui aussi, se sentant de moins en moins écouté par Manu Chao, en particulier pendant le mixage des albums (qu'il réalise seul). Il semble aussi que la mort d'Helno, le chanteur des Négresses Vertes, ait été un facteur déclencheur de sa décision. Gambeat et Madjid Fahem remplacent Jo Dahan et Daniel Jamet pour les concerts.

### Casa Babylonet séparation (1993-1994)
Mano Negra reprend, à la fin de 1993, la route avec les French Lovers, les musiciens brésiliens Garrincha et Sorriso, des trapézistes, des anciens du Royal De Luxe, pour la tournée El Expresso del Hielo, en train à travers la Colombie. Mais le train trop lent (25 km/h maximum), la drogue à trop bon marché, les finances inexistantes, rendent l'ambiance insupportable. Le 29 novembre, deux semaines après le départ, Santi, Philippe, Kropol et Jean-Marc, un autre cuivre du groupe, retournent en France. Seul Tom reste, et encore, il n'accompagnera pas Manu Chao à Paris.
À leur retour, les séances d'enregistrement de Casa Babylon, leur quatrième album, s'étalent sur deux années : commencées à Ornano et finies à Cologne en 1994. Puis Manu Chao tourne avec Radio Bemba pendant deux ans, en continuant sous le nom de Mano Negra alors que la plupart des membres du groupe ont changé. La fin définitive de Mano Negra intervient après les nombreuses réunions, entre 1994 et 1995, de la société Patchanka qui statue que Manu Chao n'aura plus désormais le droit d'utiliser le nom Mano Negra, sauf si un minimum de cinq musiciens du noyau y participent.

### Après la séparation
Un best-of intitulé Best of, est publié en 1998, et en 1999 en Amérique du Nord.
Après une tournée sur plusieurs continents, les membres se dispersent dans d'autres projets musicaux. 
- Santiago Casariego jouera pendant dix ans avec le groupe de sa sœur Marina, Marousse, puis sera directeur général de Mercury pour Universal France, et présidera l'émission Popstars. Il devient en octobre 2006 le directeur de Music One le label musical de TF1.
- Joseph Dahan reprend sa guitare pour filer un coup de main aux Wampas de 1994 à 2005. On peut aussi le voir dans quelques films, dont Trois zéros. Il tient la basse sur le deuxième album de Tarmac avec qui il a tourné en 2002-2003. Il est aussi sur des spectacles de rue avec Manu Layotte.
- Pierre Gauthé joue avec Marousse et Têtes Raides avant de créer son groupe, Kropol et ses amis. Il joue ensuite avec Castafiore Bazooka et rejoint de nouveau Têtes Raides pour l'album Fragile (2005).
- Thomas Darnal fonde P18[12] avec Phil et Daniel, groupe aux influences électroniques et cubaines (rumba), latines en général. Trois albums sont nés de la rencontre du son traditionnel afro-cubain et de la touche électro de Tom (Urban Cuban - 1999 / Electropica - 2002 / Viva P18 - 2008). Daniel Jamet poursuit dans deux groupes : P18[12] de 1996 à 1999, et un groupe de flamenco-electro-rock, Flor del Fango depuis 1996. En 1995, il joue avec Schultz  et les Tontons Flingueurs et fait la bande son originale du film Raï de Thomas Gilou avec Manu Layotte. Par la suite, il s'est investi dans les groupes Pause et Desert Rebel. En 2005 il rejoint Mano Solo (ex Chihuahuas et Marousse) pour jouer sur son album Animals et depuis, leur collaboration musicale se prolonge avec la composition de plusieurs titres sur l'album In the Garden.
- Philippe Teboul, le percussionniste, qui chantait Sidi'h Bibi joue avec Flor del Fango, P18[12], et en 2001 avec Louise Attaque dont il a fait un remix du titre Du nord au sud sur le simple du même nom. En 2004, il rejoint Manu Chao sur scène.
- Antoine Chao réapparait sous le nom de DJ Toni Tchao. Il rejoint l'équipe de Daniel Mermet et produit l'émission Là-bas si j'y suis sur France Inter jusqu'en 2015. Depuis, il participe à l'émission Comme un bruit qui court, sur la même station.
- Manu Chao, chanteur et compositeur de la plupart des morceaux de Mano Negra, poursuit sa carrière sous son nom depuis 1998, accompagné du groupe Radio Bemba avec lequel il multiplie les concerts à travers le monde.

## Membres

### Membres du groupe
- Manu Chao (Oscar Tramor) : chant, guitare
- Antoine Chao (Tonio Del Borño) : trompette
- Santiago Casariego (Santi) : batterie
- Joseph Dahan (Jo) : basse
- Pierre Gauthé (Krøpöl) : trombone
- Thomas Darnal (Helmut Krumar) : claviers
- Daniel Jamet (Roger Cageot) : guitare solo
- Philippe Teboul (Garbancito) : percussions

### Autres membres et invités
- Alain Wampas (Les Wampas) (l'Enclume de Choisy) : contrebasse (sur les deux premiers albums Patchanka et Puta's Fever)
- Le Chinoi (ou Chino) (ingénieur retour) : chant (sur Madeline dans In the Hell of Patchinko)
- Anouk Khelifa : chœurs (sur les albums Patchanka, Puta's Fever, King of Bongo, Casa Babylon), participe aussi à la chanson Pas assez de toi.
- Mamack Vachter (du groupe Chihuahua) : saxophone (sur l'album Patchanka)
- Jean-Marc (Guilouli) (faisait partie des Hot Pants et de Joint de culasse) : basse (sur l'album Patchanka)
- Fidel Nadal (rappeur du groupe Todos Tus Muertos) : chant (sur l'album Casa Babylon)
- Napo Romero (guitariste du groupe Chihuahua) : chant (sur les albums Puta's Fever et Casa Babylon)
- Manu Layotte : auteur de Darling Darling et interprète sur l'album Patchanka)
- Zofia : chant (sur l'album Puta's Fever)
- Dirty District (sur l'album Patchanka)
- Carlos de Nicaragua : voix reggae (sur les concerts live)
- Gambeat : basse (sur la tournée El Expresso Del Hielo)
- Madjid Fahem : guitare (sur la tournée El Expresso Del Hielo)
- Jean-Marc Labbé : saxophone (sur la tournée El Expresso Del Hielo)

## Discographie

### Albums studio
- 1988 : Patchanka
- 1989 : Puta's Fever
- 1991 : King of Bongo
- 1994 : Casa Babylon

### Albums live
- 1992 : In the Hell of Patchinko (live)

### Compilations
- 1991 : Amerika perdida (compilation)
- 1994 : Bande originale du Livre
- 1998 : Best of (compilation)
- 2005 : Best of 2005 (compilation et live)

### Singles
| Année | Single                                  | Meilleure position | Meilleure position   | Meilleure position     |
| Année | Single                                  | [ 13 ]             | Drapeau des Pays-Bas | Drapeau du Royaume-Uni |
| ----- | --------------------------------------- | ------------------ | -------------------- | ---------------------- |
| 1987  | Takin' it Up                            | -                  | -                    | -                      |
| 1988  | Mala Vida                               | -                  | -                    | -                      |
| 1989  | King Kong Five                          | -                  | # 08                 | # 95                   |
| 1990  | Pas assez de toi                        | # 32               | -                    | -                      |
| 1990  | Patchanka                               | -                  | -                    | -                      |
| 1991  | Sidi 'h' Bibi                           | # 47               | -                    | -                      |
| 1991  | King of Bongo                           | # 38               | -                    | -                      |
| 1991  | Out of Time Man                         | -                  | -                    | -                      |
| 1992  | Don't Want You No More                  | -                  | -                    | -                      |
| 1993  | Mad Man's Dead                          | -                  | -                    | -                      |
| 1994  | Santa Maradona (Larchuma Football Club) | # 42               | -                    | -                      |
| 1994  | Señor Matanza                           | -                  | -                    | -                      |
| 1994  | Sueño de Solentíname                    | -                  | -                    | -                      |
| 1994  | Hamburger fields                        | -                  | -                    | -                      |

### Autres participations
- 1989 : La danse de l'hélicon (pour la compilation Sang neuf en 89)
- 1990 : reprise du thème du Grand Bleu d'Eric Serra sur l'album Diversion (sur lequel Louis Bertignac reprend Pas assez de toi, et Renaud Sidi ´h´ bibi).
- 1990 : Live in Holland 1990 (bootleg)

## Vidéographie

### DVD
- 2005 : Mano Negra: Out of time

## Médias

### Télévision
- Les Nuls L'émission, Canal +, France, 1990
- Live Pinkpop, Pays-Bas, 1990
- Live Lyon, France, 1991